# Logica universale
Il concetto di logica universale si è formato come analogia con l'algebra universale per sviluppare un campo che studia le caratteristiche comuni a tutti i sistemi logici, con l'obiettivo di essere per la logica ciò che l'algebra universale è per l'algebra.
Le radici della logica universale come teoria generale dei sistemi logici possono risalire ad alcune opere di Alfred Tarski all'inizio del XX secolo, ma la nozione moderna è stata presentata per la prima volta negli anni '90 dal logico svizzero Jean-Yves Béziau.
Nel contesto definito da Béziau, tre principali approcci alla logica universale sono stati esplorati in profondità:
i: un sistema astratto di teoria dei modelli assiomatizzato da Jon Barwise, 
ii: un approccio topologico/categorico basato su schizzi (a volte chiamato teoria del modello categoriale), 
iii: un approccio categorico originario dell'Informatica basato sulla nozione di istituzione di Goguen e Burstall.